# Na glavo
Na glavo je četrti studijski album slovenskega pop pevca Omarja Naberja. Izšel je leta 2014 pri založbi Nika Records na glasbeni CD-plošči in v pretočni digitalni obliki.

## O albumu
Album zajema več glasbenih žanrov, vključno s popom in rockom. Avtor glasbe in vseh angleških besedil je izključno sam, pri slovenskih besedilih pa so sodelovali priznani slovenski avtorji, med njimi Damjana Kenda Hussu, Jure Golobič, Rok Terkaj, Pero Micić in drugi. Album je izšel pri založbi Nika Records, tako v fizični, kot tudi digitalni obliki.
Na plošči je 15 skladb, od katerih jih je več izšlo že prej kot samostojni singli, nekatere so bile tudi predstavljene na različnih glasbenih festivalih. Prva skladba, Parfum, je bila premierno predstavljena leta 2012 v okviru oddaje Misija Evrovizija, medtem ko je pesem I Still Carry On leta 2009 zasedla drugo mesto na EMI. Skladba Bistvo skrito je očem je na EMI 2011 dosegla tretje mesto, podobno kot I Won't Give Up, ki je na EMI 2014 zasedla prav tako tretje mesto. Pesem Sedem dni je bila leta 2012 predstavljena na Slovenski popevki.
Na albumu se pojavi tudi priredba pesmi S teboj, ki jo v originalu izvajajo Modrijani, Omar pa jo je preoblikoval v svojem slogu. Pesem Sanjam, ki po aranžmaju odstopa od njegovega značilnega zvoka, je bila premierno izvedena leta 2010 na podelitvi Viktorjev.

## Seznam posnetkov
| Št. | Naslov                  | Besedilo                    | Glasba     | Aranžma                           | Dolžina |
| --- | ----------------------- | --------------------------- | ---------- | --------------------------------- | ------- |
| 1.  | "Parfum"                | Iztok Melanšek              | Omar Naber | Omar Naber, Miha Gorše            | 2:55    |
| 2.  | "Proti soncu"           | Omar Naber                  | Omar Naber | Omar Naber, Miha Gorše            | 2:36    |
| 3.  | "Zgodba brez napake"    | Jure Golobič                | Omar Naber | Omar Naber                        | 2:33    |
| 4.  | "Sladek strup"          | Damjana Kenda Hussu         | Omar Naber | Omar Naber, Martin Štibernik      | 3:08    |
| 5.  | "I Still Carry On"      | Omar Naber                  | Omar Naber | Omar Naber, Miha Gorše, Rok Golob | 3:04    |
| 6.  | "Preden greš"           | Tina Muc                    | Omar Naber | Omar Naber                        | 3:17    |
| 7.  | "Žamet"                 | Pero Micić                  | Pero Micić | Omar Naber                        | 3:19    |
| 8.  | "Le srce ne spi"        | Jure Golobič                | Omar Naber | Omar Naber, Miha Gorše            | 3:41    |
| 9.  | "Bistvo skrito je očem" | Jure Golobič, Eva Breznikar | Omar Naber | Omar Naber, Miha Gorše            | 3:00    |
| 10. | "S teboj"               | Jože Galič                  | Blaž Švab  | Omar Naber                        | 1:51    |
| 11. | "Cesta in nebo"         | Iztok Melanšek              | Omar Naber | Omar Naber                        | 2:58    |
| 12. | "Oprosti"               | Iztok Melanšek              | Omar Naber | Omar Naber                        | 2:46    |
| 13. | "Sedem dni"             | Tina Muc                    | Omar Naber | Omar Naber                        | 2:47    |
| 14. | "Sanjam"                | Omar Naber, Rok Terkaj      | Omar Naber | Omar Naber                        | 3:54    |
| 15. | "I Won't Give Up"       | Omar Naber                  | Omar Naber | Omar Naber, Martin Štibernik      | 3:06    |

## Sodelujoči

### Glasbeniki
- Omar Naber - glavni vokal, bas kitara, kitara, klaviature, spremljevalni vokal

- Alex Volasko, Aleš Štefančič, Anja Baš - spremljevalni vokal
- Anže Langus Petrovič, Jani Hace, Klemen Krašnja - bas kitara
- Miha Gorše - bas kitara, kitara, klaviature
- Jaka Lipar, Jure Rozman - bobni
- Franci Zabukovec, Pero Micić - kitara
- Blaž Jurjevčič, Martin Štibernik – klaviature

### Produkcija
- Franci Zabukovec - producent
- Martin Štibernik - producent
- Omar Naber - izvršni producent